# Porrera
Porrera település Spanyolországban, Tarragona tartományban. Porrera Poboleda, Cornudella de Montsant, Alforja, Tarragona, Pradell de la Teixeta, Falset, Gratallops és Torroja del Priorat községekkel határos. Lakosainak száma 417 fő (2024).

## Népesség
A település népessége az elmúlt években az alábbi módon változott:
| Lakosok száma | 383  | 1873 | 1002 | 714  | 474  | 488  | 480  | 461  | 439  | 417  |
|               | 1717 | 1887 | 1936 | 1960 | 1986 | 2004 | 2009 | 2014 | 2019 | 2024 |